# Bruder Spielwaren

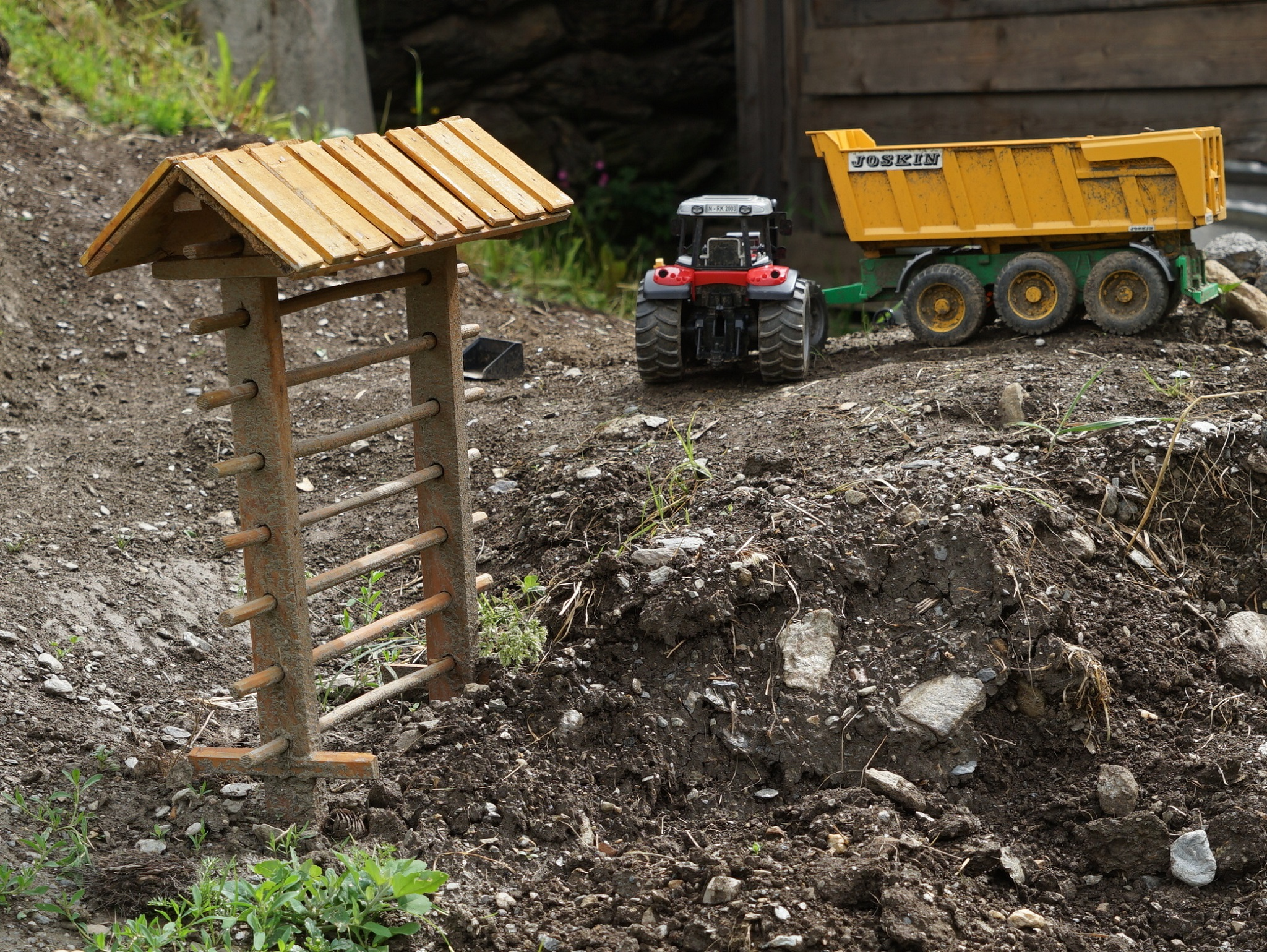
Traktor samt Anhänger von Bruder vor Spielzeugharpfe

Die Bruder Spielwaren GmbH + Co. KG ist ein deutscher Spielwarenhersteller aus Fürth-Burgfarrnbach.
Das Unternehmen produziert Spielfahrzeuge überwiegend in Deutschland in Fürth-Burgfarrnbach. Die Spielfahrzeuge zeichnen sich meist durch den Maßstab 1:16 aus. In diesem Maßstab gibt es keinen anderen Hersteller, der ähnliche Produkte anbietet. Einige Fahrzeuge wurden mit dem Label spiel gut ausgezeichnet. Das Unternehmen ist sowohl in Deutschland als auch international tätig und auch auf Spielwarenmessen vertreten.

## Geschichte

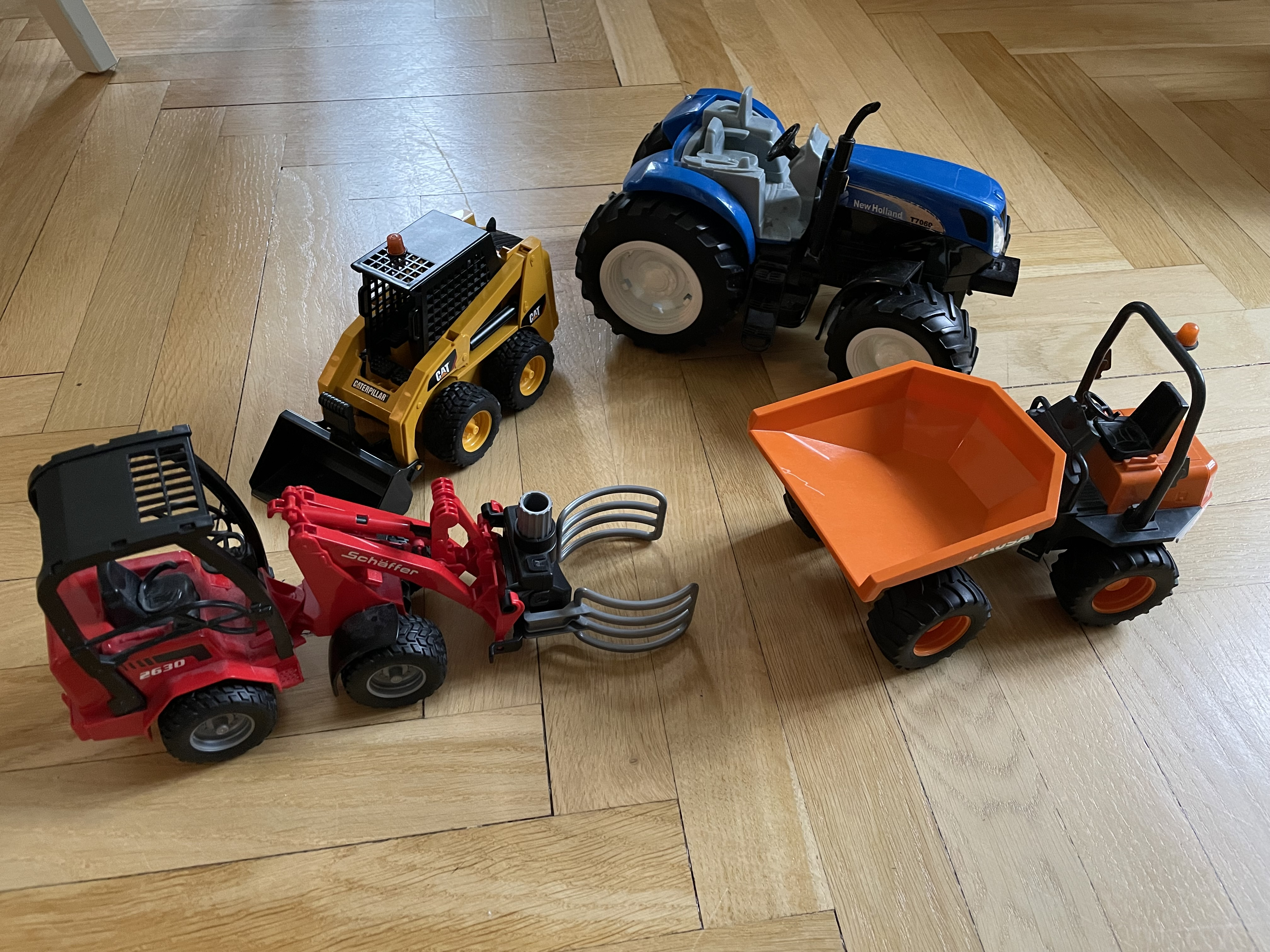
Traktor und andere Maschinen

Das Unternehmen wurde im Jahr 1926 von Paul Bruder gegründet. Im Jahr 2003 hatte das Unternehmen einen Umsatz von 32 Mio. Euro, beschäftigte in Fürth 210 Mitarbeiter und war einer der wenigen Spielzeughersteller, die nur in Deutschland produzierten. Im Jahr 2012 beschäftigte das Unternehmen am Standort Fürth-Burgfarrnbach ca. 300 Mitarbeiter. Im Jahr 2012 wurde ein Umsatz von ca. 51 Mio. EUR erwirtschaftet. Ein zwischenzeitlich eigenes Verwaltungs- und Lagergebäude in Los Angeles sowie ein Lager an der Ostküste der USA versorgen den nordamerikanischen Markt. In der tschechischen Niederlassung in Pilsen waren 2014 20 Mitarbeiter beschäftigt.

## Plagiate durch Wettbewerber
Im Jahr 2006 wurde ein Spielfahrzeugmodell, der „Manitou Teleskoplader MLT 633“, durch den Fürther Konkurrenten Dickie-Spielzeug, der stets in China produziert, so gut kopiert, dass Dickie eine Plagiarius-Auszeichnung erhielt. Für weitere Plagiate aus China wurden 2008 und 2010 ebenfalls Plagiarius-Auszeichnungen verliehen. Für den Nachbau der Bruder-Plastikmodelle des  Fendt 209 S Traktors, Gelenkradladers FR 130, Liebherr Schaufelbaggers und Caterpillar Kompaktladers erhielt das chinesische Unternehmen Jusweet Candytoy China Ltd. aus Guangdong 2008 den Plagiarius-Sonderpreis für Serientäter. Auch das polnische Unternehmen ADAR Dariusz Adamiec, Warschau, wurde 2010 für den Vertrieb der Nachahmung des Spielzeug-Mähdrescher „Claas Lexion 480“ mit dem Plagiarius ausgezeichnet.